# Jacob Wilhelm Imhof
Pour les articles homonymes, voir Imhof.
Jacob Wilhelm Imhof (ou Imhof et Im-Hof), né à Nuremberg le 8 mars 1651 et mort dans la même ville le 20 décembre 1728, est un historien et généalogiste allemand. Il a rédigé, en latin, la généalogie des principales familles d'Allemagne, de France, d'Angleterre, d'Italie, d'Espagne et du Portugal.

## Biographie
Jakob Wilhelm Imhof étudie au collège de Nuremberg, puis de 1667 à 1670 à l'Université de Altdorf ; il effectue ensuite le Grand Tour typique des étudiants du Nord de l'Europe : il se rend à Strasbourg, Francfort (où il rencontre Philipp Jacob Spener qui l'initie aux études généalogiques et à l'héraldique), aux Pays-Bas, dans le Nord de la France et Paris (où, admis dans la suite de l'ambassadeur impérial, le comte de Windischgrätz, il est reçu à Versailles par Louis XIV), et enfin, entre 1671 et 1672, en Italie.

## Œuvres
En 1684, il publie à Tübingen son œuvre principale : Notitia Sacri Romani Germanici Imperii procerum, tam ecclesiasticorum quam secularium historico-heraldico-genealogica, en deux volumes ; elle sera rééditée en 1687, en 1693 et en 1699. Une cinquième édition en 1732-1734 sera publiée après sa mort par J. D. Köhler, avec une notice biographique sur Imhoff.
Il publiera également :
- Excellentium in Gallia familiarum genealogiæ, Nuremberg, 1687 ;
- Regum Magnæ Britanniæ historia genealogica, 1690 ;
- Genealogicæ historiæ cæsarearum, regiarum et principalium familiarum 1701 ;
- Historia Italiæ et Hispaniæ genealogica, 1701.
- Recherches historiques et généalogiques des Grands d'Espagne, Amsterdam, 1707 Lire en ligne sur Gallica ;
- Genealogiae viginti illustrium in Italia familiarum, Amsterdam, 1710 ;
- Albanensis familiae hodierno Romano pontifice insignis arbor genealogica illustrata historica relatione de ejusdem origine et statu praesenti, Nuremberg, 1722.